# Ottomar Rosenbach
Ottomar Ernst Felix Rosenbach (* 4. Januar 1851 in Krappitz, Schlesien; † 20. März 1907 in Berlin) war ein deutscher Arzt und kämpfte gegen die „orthodoxe Bakteriologie“.

## Leben
Ottomar Rosenbach war im selben Ort wie sein Vater, Samuel Rosenbach, praktischer Arzt. Er studierte an den Universitäten von Berlin und Breslau. Sein Studium unterbrach er für die Teilnahme als Freiwilliger am Deutsch-Französischen Krieg. Im Jahr 1874 schloss er schließlich seine Studien mit dem Medizinischen Doktorgrad ab. Von 1874 bis 1877 war er Assistenzarzt am Universitätskrankenhaus in Jena, ab 1878 Oberassistent am Allerheiligen-Hospital in Breslau. Parallel lehrte er als Privatdozent an der Universität von Breslau. 1887 wurde er Medizinischer Leiter des Krankenhauses, was er bis zu seinem Rückzug 1893 blieb. Ab 1888 war er zudem Assistenzprofessor. 1893 gab er seine Professur auf und zog zurück nach Berlin.
Rosenbachs Beobachtungen zur Stimmbandlähmung durch Speiseröhrenkrebs wurden von Felix Semon erweitert und führten zur 1897 zur Formulierung des Rosenbach-Semonschen Gesetzes, das heute aber als obsolet gilt.

## Ehrungen
1890 wurde er zum Mitglied der Deutschen Akademie der Naturforscher Leopoldina gewählt.

## Schriften (Auswahl)
- Beiträge zu Albert Eulenburgs Real-Encyclopädie der gesammten Heilkunde. Erste Auflage.
  - Band 2 (1880) (Digitalisat); S. 570–597: Brustfellentzündung; S. 710–718: Cardialgie
  - Band 3 (1880) (Digitalisat), S. 150–165: Cheyne-Stokes’sches Athmungsphänomen
  - Band 4 (1880) (Digitalisat), S. 73–75: Dextrocardie; S. 133–140: Diarrhoe; S. 236 – 246: Dyspepsie; S. 246–247: Dysphagie
  - Band 6 (1881) (Digitalisat), S. 463–520: Herzkrankheiten; S. 691–694: Hydrothorax
  - Band 10 (1882) (Digitalisat), S. 495–500: Peripleuritis
  - Band 13 (1883) (Digitalisat), S. 511–518: Thermometrie
- Walter Guttmann (Hrsg.): Ausgewählte Abhandlungen von Ottomar Rosenbach. Leipzig 1909.